# Kontroler Xbox
Kontroler Xbox – gamepad przeznaczony dla konsoli Xbox, zaprezentowany po raz pierwszy w 2000 roku i wydany rok później wraz z konsolą do której był przeznaczony.

## Projekt
Kontroler Xbox posiada podwójne silniki wibracyjne i układ podobny do kontrolera GameCube: dwa analogowe spusty, dwa drążki analogowe (oba są również klikalnymi przyciskami), pad kierunkowy, przycisk Wstecz, przycisk Start, dwa gniazda akcesoriów i sześć 8-bitowych analogowych przycisków akcji (A/Zielony, B/Czerwony, X/Niebieski, Y/Żółty, LB / biały i RB /).

## Modele

### "Duke"

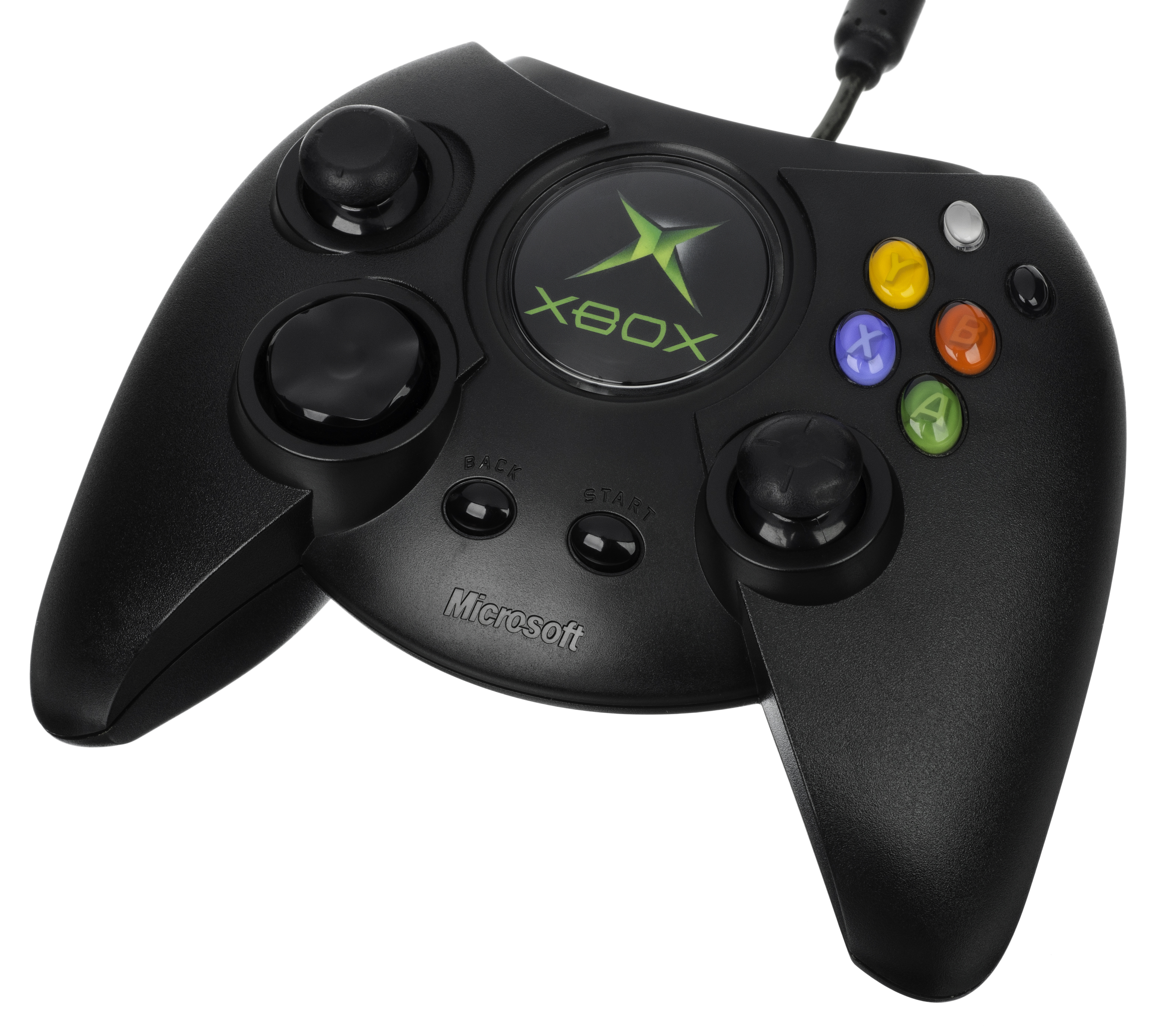
Pad w wersji "Duke"

To pierwszy wersja pada, wydana równolegle z konsolą Xbox w 2001 roku. Pad krytykowano za zbyt duże rozmiary i stał się dość szybko obiektem żartów. Kontroler znalazł się w księdze rekordów Guinnessa jako największy pad do konsoli w historii.

### "S"
Drugi wariant pada, pierwotnie stworzony z myślą o rynku japońskim. Był znacznie mniejszy od wersji "Duke" przy czym zachowywał całą jego funkcjonalność. Pad miał swoją premierę w 2002 roku i dość szybko wyparł swojego poprzednika.

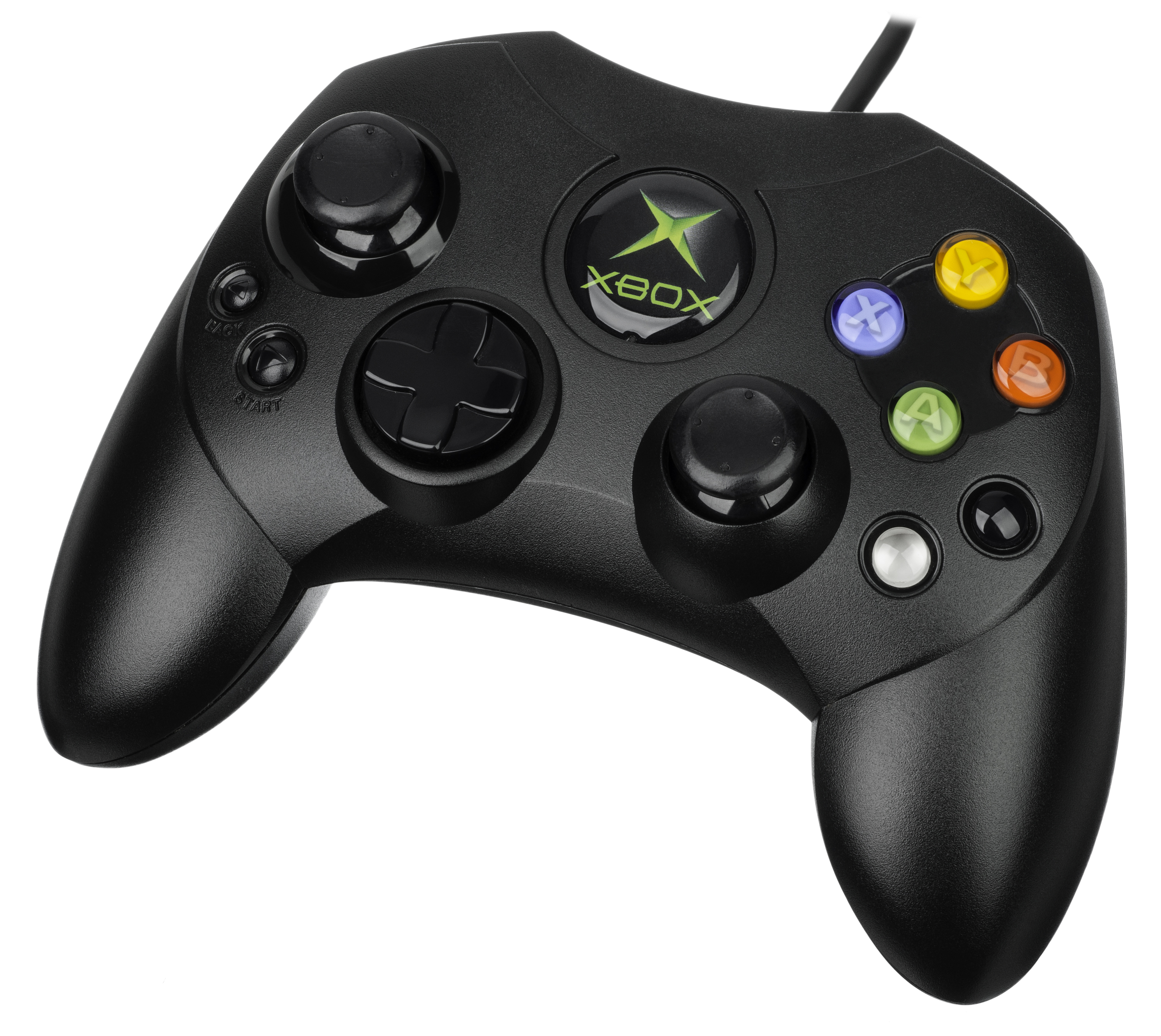
Pad w wersji "S"